# Sentenzen des Sextus
Die Sentenzen des Sextus sind eine Sammlung von 451 Sprüchen (Sentenzen) eines ansonsten nicht bekannten christlichen Autors aus dem 2. Jahrhundert.

## Inhalt und Autor
Die Sentenzen sind christliche Bearbeitungen hellenistischer Sprüche der stoischen, kynischen, platonischen und pythagoräischen Tradition, wie sie unter anderem bei Porphyrios überliefert sind. Sie verbinden die asketischen Ideale der Abgeschiedenheit von der Welt, freiwilliger Armut, sexueller Enthaltsamkeit und einem Schweigegelübde mit biblischen Traditionen.
Die Sprüche sind in verschiedenen Handschriften in griechischer syrischer  und koptischer Sprache überliefert. Origenes berichtete über eine große Beliebtheit der Sprüche unter Christen im 3. Jahrhundert. Eine Sentenz wurde für ihn zum Beleg für seine Selbstkastration. Rufinus übersetzte die Sprüche um 400 ins Lateinische.
Die Sammlung entstand möglicherweise in Alexandria. Rufinus gab als Autor einen Xystos an und verwies auf Bischof Sixtus II. von Rom, was nach inhaltlichen Aspekten jedoch unwahrscheinlich ist. Der pythagoräische griechische Philosoph Quintus Sextius aus dem 1. Jahrhundert v. Chr. könnte möglicherweise Urheber der Sprüche sein.

## Ausgaben
- J. Kroll: Die Sprüche des Sextus. Einleitung und Übersetzung. In: Edgar Hennecke (Hrsg.): Neutestamentliche Apokryphen. Band 2. J. C. B. Mohr, Tübingen 1924, S. 625–643.
- Wilfried Eisele (Hrsg.): Die Sextussprüche und ihre Verwandten. Eingeleitet, übersetzt und mit interpretierenden Essays versehen von Wilfried Eisele, Yury Arzhanov, Michael Durst und Thomas Pitour (= SAPERE. Band 26). Mohr Siebeck, Tübingen 2015, ISBN 978-3-16-153657-1 (PDF im Open Access).